# Iglesia, convento y colegio de la Compañía de María (Almería)
La iglesia, convento y colegio de la Compañía de María es un conjunto arquitectónico formado por templo, convento y colegio de adscripción católica situado en la ciudad de Almería (Comunidad Autónoma de Andalucía, España) de finales del siglo XIX.

## Historia
El edificio es obra del arquitecto Enrique López Rull, y fue construidos entre 1882 y 1885. Corresponden a un proyecto primitivo de José María Orberá y Carrión, obispo de la diócesis de Almería. Originalmente, su intención era crear un colegio gratuito para los más desfavorecidos en la zona conocida como El Reducto (coincidente con la actual calle de la Almedina), para lo cual había solicitado al ayuntamiento de la ciudad casi 9.000 m². Concedidos estos, el obispo alegó haber encontrado terrenos en mejores condiciones en otro punto de la ciudad, la confluencia entre la Rambla de Belén y el Paseo de las Pescaderías (la actual rambla Obispo Orberá), en los que finalmente se construirían la iglesia y el colegio. Este cambio de ubicación de los barrios obreros de poniente al ensanche burgués de levante modifica la finalidad del proyecto y lo convierte en lo que hoy es.

## Descripción
Su planta es rectangular y su fachada principal da a la rambla Obispo Orberá. La parte central de la misma está ocupada por la iglesia, levantándose a uno y otro lado el convento y el colegio. El estilo arquitectónico del edificio se enmarca en el historicismo medievalista cristiano de raíz gótica y románica, sin que falten por ello elementos compositivos clásicos. Contribuye al estilo la fábrica de grandes sillares que domina la fachada, la cual articula un bloque del que se retranquean cuerpos los cuerpos de la edificación. El central está formado por tres calles; sobre la portada abocinada se abre un hueco tríforo que hace las veces de lucerna. Los cuerpos laterales, por su lado, tienen tres plantas, de las cuales la superior presenta cornisa con friso de arcos ciegos trilobulados. 
La iglesia es de planta basilical de tres naves; la central, más alta y ancha y cubierta con bóveda de cañón y lunetos, y las laterales, con bóveda de arista sobre parejas de columnas de fuste metálico y capitel neorrománico, apeadas sobre plintos. En la cabecera destaca el cimborrio octogonal sobre trompas.